# Sousa plumbea
Sousa plumbea är en däggdjursart som först beskrevs av G. Cuvier 1829.  Sousa plumbea ingår i släktet Sousa och familjen delfiner. Inga underarter finns listade i Catalogue of Life.
Denna delfin förekommer i Indiska oceanen och dess bihav från södra Afrika över Arabiska halvön till östra Indien. Den vistas alltid nära kusten och simmar ibland upp i större floder.
Populationens status som god art är omstridd. Wilson & Reeder (2005) samt IUCN listar den till arten deltadelfin.